# Успенская церковь (Вишенки)
Успенская церковь — православный храм и памятник архитектуры национального значения в Вишенках.

## История
Постановлением Кабинета Министров УССР от 24.08.1963 № 970 «Про упорядочение дела учёта и охраны памятников архитектуры на территории Украинской ССР» («Про впорядкування справи обліку та охорони пам'ятників архітектури на території Української РСР») присвоен статус памятник архитектуры национального значения с охранным № 857.
Установлена информационная доска.

## Описание
Успенская церковь — один из выдающихся памятников 18 века благодаря своей архитектуре, пространственному решению интерьера и декору.
Церковь построена в период 1782-1787 годы на средства малороссийского генерал-губернатора П. А. Румянцева-Задунайского в формах русского классицизма. Сохранилась без значительных перестроек.
Каменный, оштукатуренный, прямоугольный в плане храм с полукруглой апсидой, бесстолпный, с большим полусферическим куполом и двумя башнями-колокольнями у главного (западного) входа. Фасады, кроме восточного, акцентированы портиками со спаренными колонами ионического ордера и треугольными фронтонами. Окна в два яруса: на нижнем — полуциркульные с решетками, на верхнем — круглые. В западной части храма расположены П-образные в плане хоры. 
Интерьер и экстерьер оформлен лепным декором. Декор украшает порталы, плоские ниши, фриз портиков, в интерьере — отдельные участки стен и своды. Интерьер формируют профилированный карниз в уровне пяти арок, раскреповка углов, зеркала и медальоны. Свод апсиды кессонирован обильно розетками.